# Banda da Lourinhã
Banda da Lourinhã, anteriormente designada  Filarmónica Lourinhanense, é uma banda filarmónica portuguesa constituída em 2 de janeiro de 1878 (147 anos). Foi fundada pelo Maestro Anacleto Marcos da Silva (n.??-??-1850 - f.12-1-1930).
Nos anos 30, a Filarmónica Lourinhanense mudou a sua designação para Banda dos Bombeiros Voluntários da Lourinhã. A "Associação Musical e Artística Lourinhanense" (AMAL), é a associação cultural, constituída em 1988 que veio a integrar a banda filarmónica, altura em que a banda passou também a ser conhecida por Banda da AMAL.
Do seu já longo percurso, podem-se destacar os concertos dados na ex-Emissora Nacional, nas Ruínas do Carmo, no Auditório ao ar livre da Fundação Calouste Gulbenkian, no Teatro da Trindade e na Expo-98.

## Contexto Social
Inserida numa zona predominantemente ligada à agricultura e às pescas, a Vila da Lourinhã possui vários agentes sociais e culturais com especial destaque para a  Associação Musical e Artística Lourinhanense e para a sua Banda. Tendo a sua existência já cruzado duas viragens de século, deparou-se a Banda da Lourinhã com várias realidades sociais para as quais esteve sempre preparada e às quais soube sempre dar resposta. Atualmente um dos seus objetivos, senão o principal, é o enquadramento dos jovens com a cultura musical, proporcionando-lhes um ambiente saudável onde possam valorizar os seus conhecimentos musicais e onde possam, num contexto mais alargado, despertar para a música. É ainda a Banda da Lourinhã responsável por proporcionar cultura musical às populações que de outra forma dificilmente lhe teriam acesso o que é patente no numero de concertos e atuações  efetuado quer  sozinha, quer em parceria com o Coro Municipal da Lourinhã que, sendo embora da dependência da Câmara Municipal da Lourinhã, ensaia na sede da A.M.A.L. A Banda da Lourinhã é ainda embaixatriz do concelho junto dos nossos emigrantes tendo já efetuado deslocações a comunidades importantes tais como Augsburgo (Baviera, Alemanha), Calw (Baden-Wutenberg, Alemanha), Écully (Lion, França) e mais recentemente Deuil-la-Barre (Paris, França). Conta no seu efetivo com músicos desde os 8 aos 79 anos de idade.

## Sede e estrutura interna da Associação Musical e Artística Lourinhanense
A Associação Musical e Artística Lourinhanense (A.M.A.L.) é a estrutura associativa que dá suporte legal à Banda da Lourinhã, legítima herdeira e continuadora da Filarmónica da Lourinhã e da Banda dos Bombeiros Voluntários da Lourinhã. No seio da Associação existe também uma Escola de Música cuja vocação é a de formar músicos para a Banda e o Grupo de Teatro T'A.M.A.L. (Teatro da Associação Musical e Artística Lourinhanense). Constituem-se a Banda, a Escola de Música e o Grupo de Teatro, nas três secções atualmente ali existentes. A sede própria da A.M.A.L. possui várias dependências e espaços entre os quais se destacam as Salas de Ensaios, as Salas de Aulas e o Auditório Maestro Manuel Maria Baltazar, assim chamado em homenagem ao grande Lourinhanense que foi seu aluno, maestro e diretor e que chegou na sua carreira militar a Chefe da Banda da Armada. É neste espaço que se realizam concertos, palestras, recitais, representações teatrais, e de um modo geral, todas as manifestações artísticas ligadas às chamadas artes de palco, na Vila da Lourinhã.

## Maestros
- Anacleto Marcos da Silva (n.??-??-1850 - f.12-1-1930) (fundador),
- Francisco Baía,
- Belmiro de Almeida,
- Fernando Alves,
- Carlos Franco,
- António Varela,
- Fernando Ferreira,
- António Patrício Soldado,
- Celestino Raposo,
- João Imperial,
- Cirílo Coutinho,
- Joaquim Caineta (n.25-9-1942),
- Manuel Maria Baltazar (n.20-11-1927 - f.9-12-1992),
- Élio Luis Salsinha Murcho (n.14-4-1956),
- João Alberto de Menezes dos Santos (n.15-08-1964).
- Fernando Manuel Benegas Palacino